# نيلوفراوايات
النيلوفراوايات (الاسم العلمي: Nymphaeanae) هي طبقة من النباتات تتبع صف كاسيات البذور.

## رتب
- نيلوفريات